# Contea di Walworth (Dakota del Sud)
La contea di Walworth ( in inglese Walworth County ) è una contea dello Stato del Dakota del Sud, negli Stati Uniti. La popolazione al censimento del 2000 era di 5 974 abitanti. Il capoluogo di contea è Selby.